# Mühlrath (Grevenbroich)
Die Ortschaft Mühlrath gehört zur Stadt Grevenbroich im Rhein-Kreis Neuss im Land Nordrhein-Westfalen.

## Lage
An dem Ort Mühlrath läuft nördlich und westlich die Erft vorbei. Östlich befindet sich die Ortschaft Stadt Hülchrath. Die Ortschaft Neubrück liegt am westlichen Ufer der Erft und ist über eine Brücke zu erreichen.

## Geschichte
Südlich des Dorfes Mühlrath konnte eine jungsteinzeitliche Siedlung nachgewiesen werden.
Ursprünglich hieß Mühlrath Ulenrath und bestand aus etwa fünf einzelnen Gehöften, darunter Groß-Ulenrath und Klein-Ulenrath, die beide bereits für das 14. Jahrhundert nachweisbar sind. Verhochdeutscht wurde aus Ulenrath Eulenrath, ein Name, der für das heutige Mühlrath bis 1720 Verwendung fand.
Mühlrath war im Mittelalter ein Teil des kurkölnischen Amtes Hülchrath. Im Jahre 1794 besetzten französische Truppen den Ort. Mühlrath kam an die Mairie Hülchrath im Département de la Roer. Nach dem Wiener Kongress  kam Mühlrath an das Königreich Preußen. 1816  wurde die Bürgermeisterei Hülrchrath gebildet, zu der auch Mühlrath gehörte. 1929 kam die Gemeinde Hülchrath an den Landkreis Grevenbroich-Neuß und wurde in Gemeinde Neukirchen umbenannt. Am 31. Dezember 1974 wurde die Gemeinde Neukirchen aufgelöst und seit dem 1. Januar 1975 ist Mühlrath ein Teil der Stadt Grevenbroich.

### Einwohnerentwicklung
- 2005: 197[1]
- 2006: 196[1]
- 2010: 172[1]
- 2013: 161
- 2014: 159
- 2015: 176[2]
- 2016: 177[2]
- 2017: 171[3]
- 2018: 186[4]
- 2021: 172[5]
- 2022: 178[5]

## Verkehr
Westlich von Mühlrath befindet sich Kapellen/Erft. Dort befindet sich ein Bahnhof der Linie Neuss-Grevenbroich.